# Hartmut Bölts
Hartmut Bölts (Rodalben, Renània-Palatinat, 14 de juny de 1961) va ser un ciclista alemany, que fou professional entre 1988 i 1991. Del seu palmarès destaca el campionat nacional en ruta.
El seu germà Udo també fou ciclista professional.

## Palmarès
- 1983
  - 1r a la Fletxa del sud
  - Vencedor d'una etapa al Circuit de les Ardenes
- 1984
  -  Campionat d'Alemanya amateur en contrarellotge per equips
- 1985
  - 1r a la Volta a Hessen
- 1986
  -  Campionat d'Alemanya amateur en contrarellotge per equips
  - 1r a l'Internationale Ernst-Sachs-Tour
- 1987
  -  Campionat d'Alemanya amateur en ruta
- 1988
  -  Campió d'Alemanya en ruta
- 1990
  - 1r al Herald Sun Tour
- 1991
  - Vencedor d'una etapa al Mazda Alpine Tour
- 1993
  - Vencedor d'una etapa a la Volta a Baviera
- 1994
  - Vencedor d'una etapa a la Volta a Baviera

### Resultats al Tour de França
- 1988. 140è de la classificació general

### Resultats a la Volta a Espanya
- 1990. Abandona